# 1353 w polityce

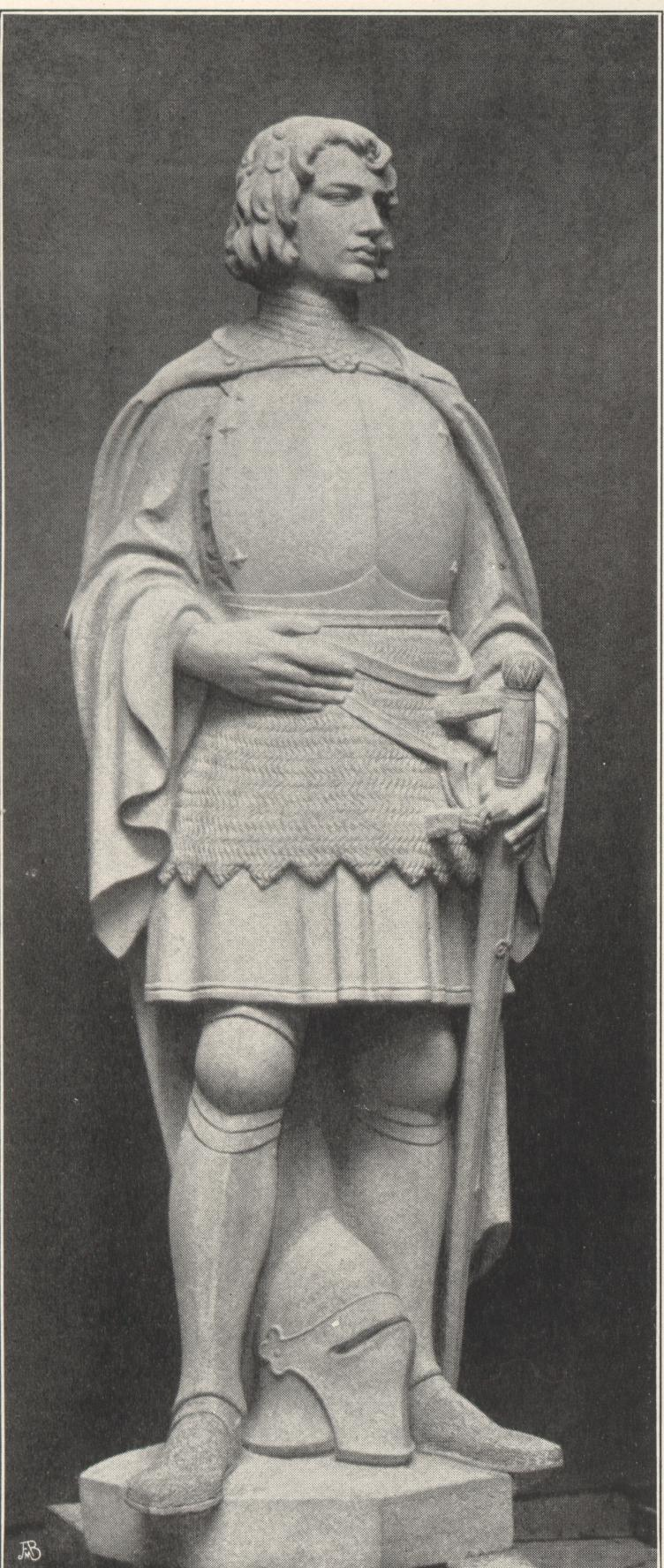
Rudolf II Wittelsbach

Wydarzenia polityczne w 1353 roku.

## Wydarzenia
- Kazimierz Wielki otoczył murem obronnym Płock (pomimo że miasto odstąpił wcześniej książętom mazowieckim)[1].
- włączenie ziemi dobrzyńskiej i łęczyckiej do Korony[2].

## Zmarli
- 4 października Rudolf II Wittelsbach, hrabia Palatynatu Reńskiego[3][4].